# Igor Grivennikov
Igor Grivennikov (Unión Soviética, 11 de julio de 1952) es un nadador soviético retirado especializado en pruebas de estilo libre, donde consiguió ser subcampeón olímpico en 1972 en los 4 x 100 metros estilo libre.

## Carrera deportiva
En los Juegos Olímpicos de Múnich 1972 ganó la medalla de plata en los 4 x 100 metros libre, con un tiempo de 3:29.72 segundos, tras Estados Unidos y por delante de Alemania Oriental (bronce), siendo sus compañeros de equipo: Vladimir Bure, Viktor Mazanov y Viktor Aboimov.